# Fontenay (Seine-Maritime)
Fontenay ist eine französische Gemeinde mit 1.783 Einwohnern (Stand: 1. Januar 2022) im Département Seine-Maritime in der Region Normandie. Sie gehört zum Arrondissement Le Havre und zum Kanton Octeville-sur-Mer. Die Einwohner werden Fontenaysiens und Fontenaysiennes genannt.
Die Gemeinde erhielt 2022 die Auszeichnung „Zwei Blumen“, die vom Conseil national des villes et villages fleuris (CNVVF) im Rahmen des jährlichen Wettbewerbs der blumengeschmückten Städte und Dörfer verliehen wird.

## Geographie
Fontenay liegt in der Naturregion Pays de Caux, etwa neun Kilometer nordöstlich von Le Havre. Umgeben wird Fontenay von den Nachbargemeinden Mannevillette im Norden, Rolleville im Osten und Nordosten, Montivilliers im Süden, Octeville-sur-Mer im Westen sowie Cauville-sur-Mer im Nordwesten.

## Bevölkerungsentwicklung

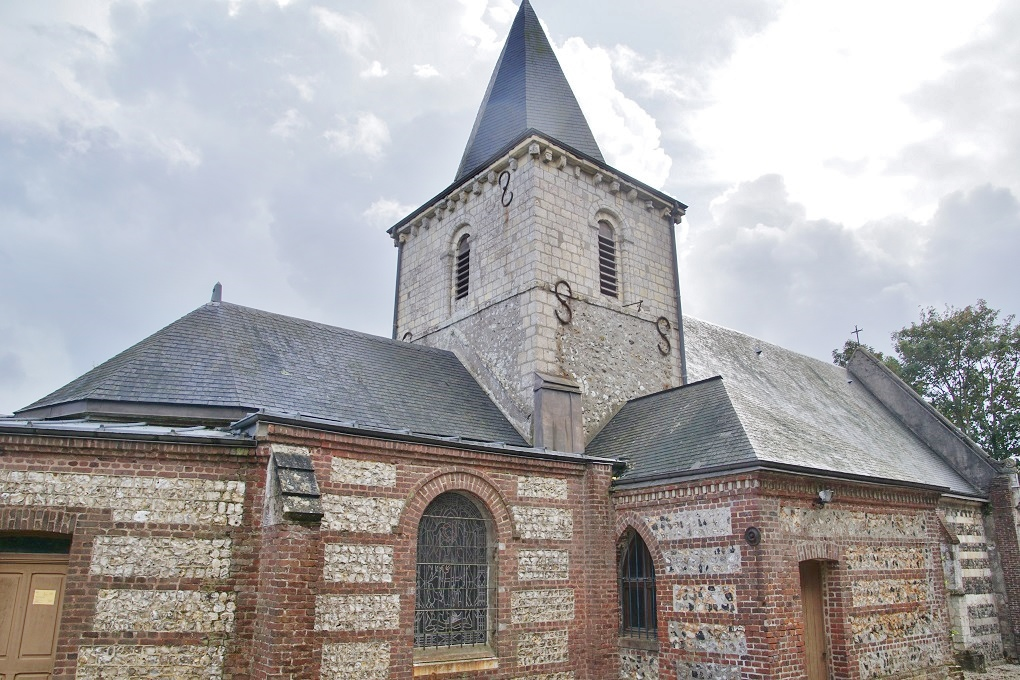
Kirche Saint-Michel

| Jahr                       | 1962 | 1968 | 1975 | 1982 | 1990 | 1999 | 2006 | 2013 | 2020 |
| Einwohner                  | 316  | 324  | 427  | 1022 | 1123 | 1143 | 1034 | 1038 | 1664 |
| Quellen: Cassini und INSEE |      |      |      |      |      |      |      |      |      |

## Sehenswürdigkeiten
- Kirche Saint-Michel aus dem 11. Jahrhundert
- Schloss Le Tôt
- Herrenhaus Clinarderie